# We'll Never Have to Say Goodbye Again
«We'll Never Have to Say Goodbye Again» es una canción de Jeffrey Comanor, incluida en el álbum A Rumor in His Own Time y publicada por primera vez en  septiembre de 1976. Compuesta por Comanor, el tema describe la historia de una pareja que pasa una noche juntos, la cual el narrador desea que «nunca termine». Tanto la canción, lanzada bajo la compañía discográfica Epic Records, como el álbum no lograron entrar en las listas musicales. El presidente de Arista Records, Clive Davis, la descubrió cuatro meses más tarde y se la presentó al dúo de soft rock Deardorff & Joseph, quienes decidieron grabar una versión para su álbum debut homónimo editado por Arista.
Después de que Deardorff & Joseph se disolviera, Marcia Day, quien gestionaba a la cantante Maureen McGovern, se convirtió en la representante de Deardorff y Susan Joseph, encargada de England Dan & John Ford Coley, comenzó a trabajar con Joseph. Ambos artistas, McGovern y England Dan & John Ford Coley, publicaron sus propias versiones de la canción en febrero de 1978. Si bien el tema de McGovern fracasó en las listas, la versión de Dan y Coley pasó seis semanas en el primer lugar del Billboard Easy Listening de Estados Unidos, llegó al número dos en la lista Adult Contemporary de Canadá y ocupó las posiciones números nueve y once en las principales listas de ambos países respectivamente.

## Lanzamiento original
El letrista y compositor Jeffrey Comanor grabó la primera versión de «We'll Never Have to Say Goodbye Again» para el álbum A Rumor in His Own Time, la cual se estrenó en septiembre de 1976. Producida por John Boylan y editada por Epic Records, esta canción y el disco no ingresaron a las listas musicales. «We'll Never Have to Say Goodbye Again» describe la situación de una pareja que pasa juntos una noche, donde el narrador sugiere que esa noche «nunca se termine». Comanor, autor de la canción, declaró que la inspiración para componer el tema se originó de una mujer con la que salía y ésta poseía una radio de madera marca KLH, que seguía pasando música silenciosamente mientras él intentaba apagarla. Cuando su siguiente novia, Molly, abandonó la ciudad donde residía, Comanor recordó la última noche que estuvo junto a ella y cómo «odió esa noche cuando se terminó»: la combinación de ambos recuerdos creó los primeros versos de la introducción de la canción.

## Versiones posteriores
Después del primer lanzamiento, el productor y dueño de Arista Records Clive Davis encontró la canción y en un primer momento quiso que Melissa Manchester grabara una versión; pero luego se la entregó a Deardorff & Joseph, un grupo que previamente había sido telonero de Seals and Crofts. Ellos la versionaron para su álbum debut homónimo, que fue producido por Jim Seals. Esta versión se publicó como un sencillo en enero de 1977, y en abril alcanzó el puesto número veintidós de la lista estadounidense Easy Listening por dos semanas.
Diecinueve meses después del debut inicial de la canción, el dúo estadounidense de soft rock England Dan & John Ford Coley hizo una versión para su sexto álbum Some Things Don't Come Easy. Producida por Kyle Lehning y mezclada por Lehning junto a Marshall Morgan con la ayuda de Tom Knox, la compañía Big Tree Records la editó como sencillo el 17 de febrero de 1978; la publicación del tema precedió al lanzamiento del álbum. Un escritor de la revista Billboard, describió a la versión de England Dan & John Ford Coley como una suave balada con un «estribillo pegadizo» y una «excelente armonización vocal». En una reseña del álbum Some Things Don't Come Easy para AllMusic, Joe Viglione la llamó «la mejor canción del álbum» y escribió que «el hook y la instrumentación eran tan amigables para la radio que el disco de vinilo en 45 podría repetirse, y después de la trigésima tercer reproducción no aburrió como muchas de las canciones [en Some Things Don't Come Easy]». Otro escritor de Billboard, mencionó a «We'll Never Have to Say Goodbye Again» como un «corte caliente» del álbum, junto con «You Can't Dance», «Calling for You Again» y «Lovin' Someone on a Rainy Night». «Calling for You Again», escrita por Coley y Bob Grundy, fue el lado B de la canción.
En febrero del mismo año, la cantante Maureen McGovern también grabó una versión que Epic Records editó como sencillo. Luego de la separación de Deardorff & Joseph, Marcia Day se convirtió en la representante de Danny Deardorff y Susan Joseph de Marcus Joseph. Según cuenta Day, Susan le dijo que «We'll Never Have to Say Goodbye Again» no sería «en absoluto» el próximo sencillo de Dan y Coley y que McGovern podría editar una versión; sin embargo, Susan declaró que no tenía planes para un futuro lanzamiento del dúo. El 17 de marzo de 1978, McGovern promocionó la canción en la cuarta temporada del programa de televisión Dinah!, emitido por la NBC. Descrita por Epic como la «canción título» del nuevo álbum de McGovern, la versión no se incluyó en su siguiente disco y no logró entrar en las listas musicales.

## Posicionamiento en listas
El 25 de marzo de 1978, en su sección «Top Album Pick», Billboard predijo que el primer sencillo de Some Things Don't Come Easy llegaría al top 10; luego de este dicho, el tema llegó al número nueve de la lista Hot 100 de dicha revista y estuvo seis semanas en la Easy Listening ocupando el primer puesto. Cashbox colocó a la canción en el décimo cuarto lugar de su lista Top 100 Singles, durante la semana que finalizó el 29 de abril de 1978. En Canadá, «We'll Never Have to Say Goodbye Again» alcanzó la posición número once de la lista RPM Top Singles, mientras que en la Adult Contemporary canadiense, logró el puesto dos, quedando detrás de la canción «Dust in the Wind» del grupo de rock progresivo Kansas.

### Listas semanales
| País (1977)    | Lista                        | Posición más alta | Ref.   |
| -------------- | ---------------------------- | ----------------- | ------ |
| Estados Unidos | Billboard Hot 100            | 109               | [ 16 ] |
| Estados Unidos | Billboard Adult Contemporary | 22                | [ 5 ]  |
| Estados Unidos | Cashbox Top 100              | 99                | [ 17 ] |

| País (1978)    | Lista                        | Posición más alta | Ref.   |
| -------------- | ---------------------------- | ----------------- | ------ |
| Canadá         | Canada Top Singles           | 11                | [ 14 ] |
| Canadá         | Canada Adult Contemporary    | 2                 | [ 15 ] |
| Estados Unidos | Billboard Hot 100            | 9                 | [ 18 ] |
| Estados Unidos | Billboard Adult Contemporary | 1                 | [ 19 ] |
| Estados Unidos | Cashbox Top 100              | 14                | [ 13 ] |

| País (1978) | Lista              | Posición más alta | Ref.   |
| ----------- | ------------------ | ----------------- | ------ |
| Canadá      | Canada Top Singles | 85                | [ 20 ] |

## Créditos

### Versión de Jeffrey Comanor
| Músicos - Jeffrey Comanor – voz, guitarra - Colin Cameron – Bajo eléctrico - Don Felder – guitarra eléctrica - David Garland – piano - Gary Malaber – batería | Producción - John Boylan – producción - Paul Gupp – ingeniero de sonido |

Fuente: Allmusic.

### Versión de Deardorff & Joseph
| Músicos - Danny Deardorff – voz, armónica, mandolina, maracas - Marcus Joseph – voz, guitarra, guitarra acústica - John Guerin – batería - Tom Hensley – piano - David Hungate – bajo eléctrico | Producción - Jim Seals – producción - Joseph Bogan – ingeniero de sonido |

Fuente: Allmusic.

### Versión de England Dan & John Ford Coley
| Músicos - England Dan – voz, guitarra - John Ford Coley – voz, guitarra acústica, piano - Steve Gibson – guitarra acústica, guitarra eléctrica, mandolina - Joe Osborn – bajo eléctrico - Sheri Kramer – coros - Larrie Londin – batería | Producción - Kyle Lehning – ingeniero de sonido, producción - Marshall Morgan – mezcla, ingeniero de sonido - Tom Knox – ingeniero de sonido |

Fuente: Allmusic.